# Karl Friederichs
Karl Heinrich Friedrich Wilhelm Friederichs, född 7 april 1831 i Delmenhorst, död 18 oktober 1871 i Berlin, var en tysk arkeolog.
Friederichs blev 1868 direktör för antiksamlingen i Berlin och skrev bland annat Praxiteles und die Niobegruppe (1855) och Berlins antike Bildwerke (mera känt under sin andra titel Bausteine zur Geschichte der griechisch-römischen Plastik, två band 1868–72; första bandet i ny bearbetning av Paul Wolters 1885). En samling av Friederichs resebrev från Grekland, Orienten och Italien utkom 1872 under titeln Kunst und Leben.